# CANT Z.501
Il CANT Z.501 Gabbiano fu un idrovolante a scafo centrale, monomotore, monoplano ad ala alta, realizzato dalla divisione aeronautica dell'azienda italiana Cantieri Riuniti dell'Adriatico nei primi anni trenta e prodotto, oltre che dalla stessa, anche dall'Aeronautica Sicula su licenza.
Con un equipaggio di quattro o cinque membri era adatto per missioni di ricognizione aerea e ricerca e soccorso, prestando servizio prevalentemente nella Regia Aeronautica durante la seconda guerra mondiale. Progettato da Filippo Zappata, il prototipo volò per la prima volta il 7 marzo 1934 ai comandi di Mario Stoppani.

## Storia del progetto

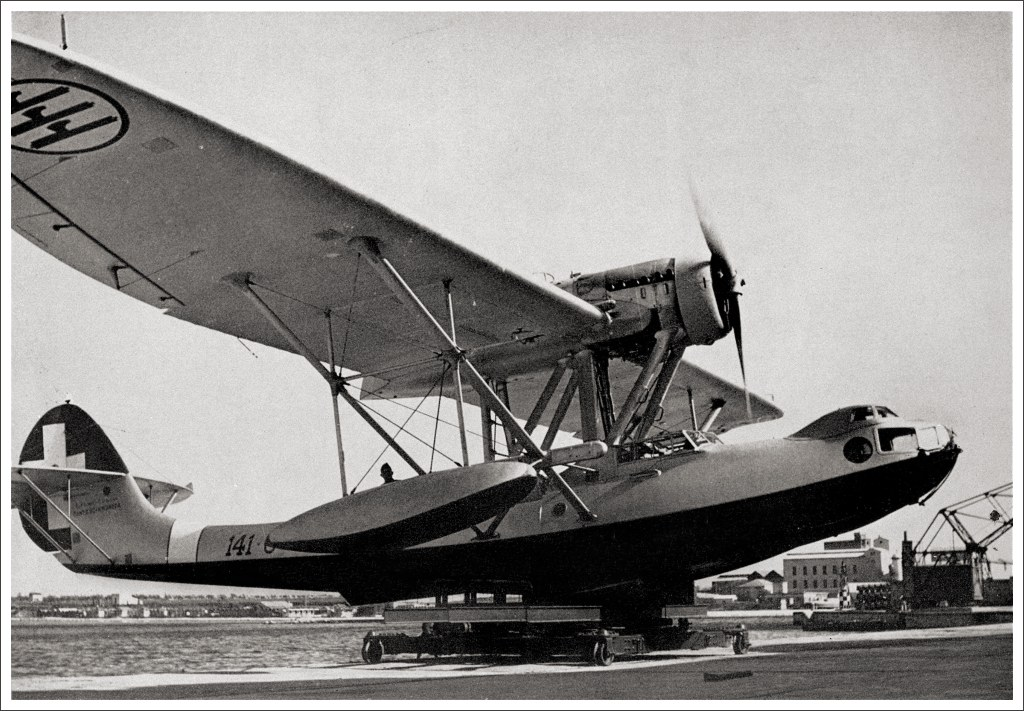
Un CANT Z.501 ormeggiato a terra.

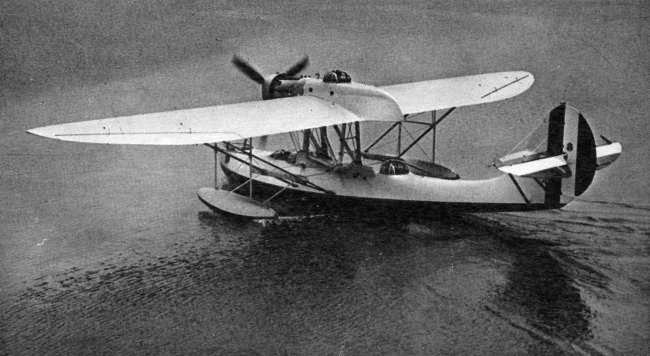
CANT Z.501 Gabbiano in flottaggio.

Lo Z.501 viene realizzato per rispondere alle specifiche emanate nel 1933 dal Ministero dell'aeronautica per equipaggiare la Regia con nuovo idrovolante da ricognizione e bombardamento in sostituzione del Savoia-Marchetti S.78 già in forza dal 1932.
Per il progetto venne chiamato l'ingegner Filippo Zappata, al suo primo incarico come capo progettista e che, grazie anche alla vittoria del bando, resterà a lungo nell'azienda e darà vita ad altri velivoli di successo tutti caratterizzati dalla Z inserita nella denominazione ufficiale.
Pur realizzato in tempi ristrettissimi si impose al progetto presentato dalla concorrente Aeronautica Macchi, il Macchi M.C.77, alla quale seguì una sostanziosa commessa da parte del Ministero dell'aeronautica.
Il Cant Z. 501 fu costruito su licenza anche dalla Aeronautica Sicula a Palermo.
Venne soprannominato “mammajut” (letteralmente “mamma aiuto”) dai suoi piloti, sia per la vulnerabilità data da bassa velocità massima e armamento carente, sia per la tendenza a bruschi ammaraggi che potevano portare ad un cedimento del castello motore, posto sopra la cabina, con conseguenze anche gravi. Il termine viene successivamente adottato dal 15º stormo come grido distintivo.

## Tecnica

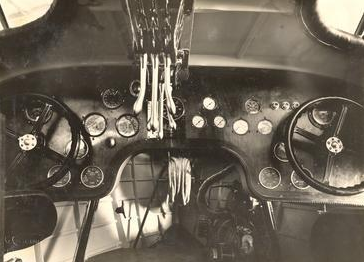
Pannello comandi del CANT Z.501.

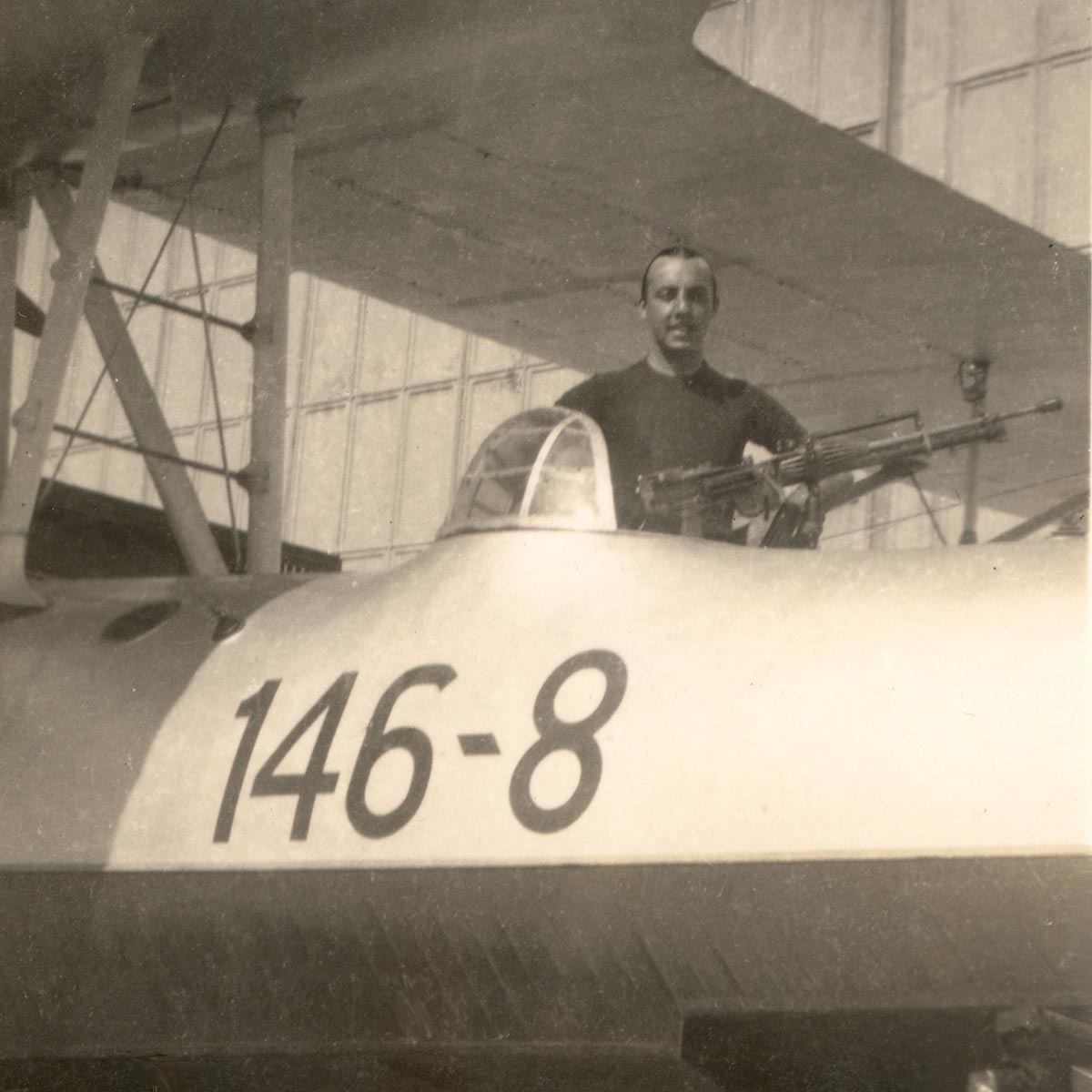
Postazione della mitragliatrice inferiore di coda.

Lo Z.501, realizzato principalmente in legno, presentava una configurazione a scafo centrale e galleggianti stabilizzatori, dotato di una sottile fusoliera collegata all'ala alta a semisbalzo a parasole tramite un robusto montante centrale ed una serie di montanti e tiranti laterali. L'unico motore montato centralmente sull'ala era inserito in una lunga gondola estesa verso la parte posteriore per poter alloggiare una postazione difensiva ad abitacolo aperto dotata di una mitragliatrice Breda-SAFAT da 7,7 mm. 
I primi motori erano gli Isotta Fraschini Asso 750.
La fusoliera presentava una parte anteriore finestrata dotata, a seconda delle versioni, di una seconda postazione difensiva. la cabina di guida chiusa era collocata centralmente sulla parte superiore, in corrispondenza dell'ala, subito seguita da un altro abitacolo aperto dotato di mitragliatrice. La stessa terminava posteriormente in una coda caratterizzata dall'impennaggio cruciforme monoderiva e da piani orizzontali controventati.
Chiamato familiarmente "tritacarne" o "affettatrice" per la particolare posizione del motore che, sistemato su di un'incastellatura, posta superiormente alla postazione di pilotaggio, qualora collassava mandava l'elica in rotazione sui piloti. 
La produzione del Z.501 iniziò nel 1935. Quando l'Italia entrò in guerra nel giugno 1940, 202 esemplari erano in servizio nelle Squadriglie da Ricognizione marittima. Essi pattugliavano il mar Mediterraneo ed eseguivano operazioni di salvataggio in mare. In seguito all'armistizio del 1943, alcuni apparecchi continuarono a volare da avversari sotto le insegne dell'Aeronautica Nazionale Repubblicana e dell'Aeronautica Cobelligerante Italiana.
Notevole è la sua somiglianza con lo statunitense Consolidated PBY Catalina pur essendo questo di maggiori dimensioni e dotato di due motori anziché uno.

## Impiego operativo

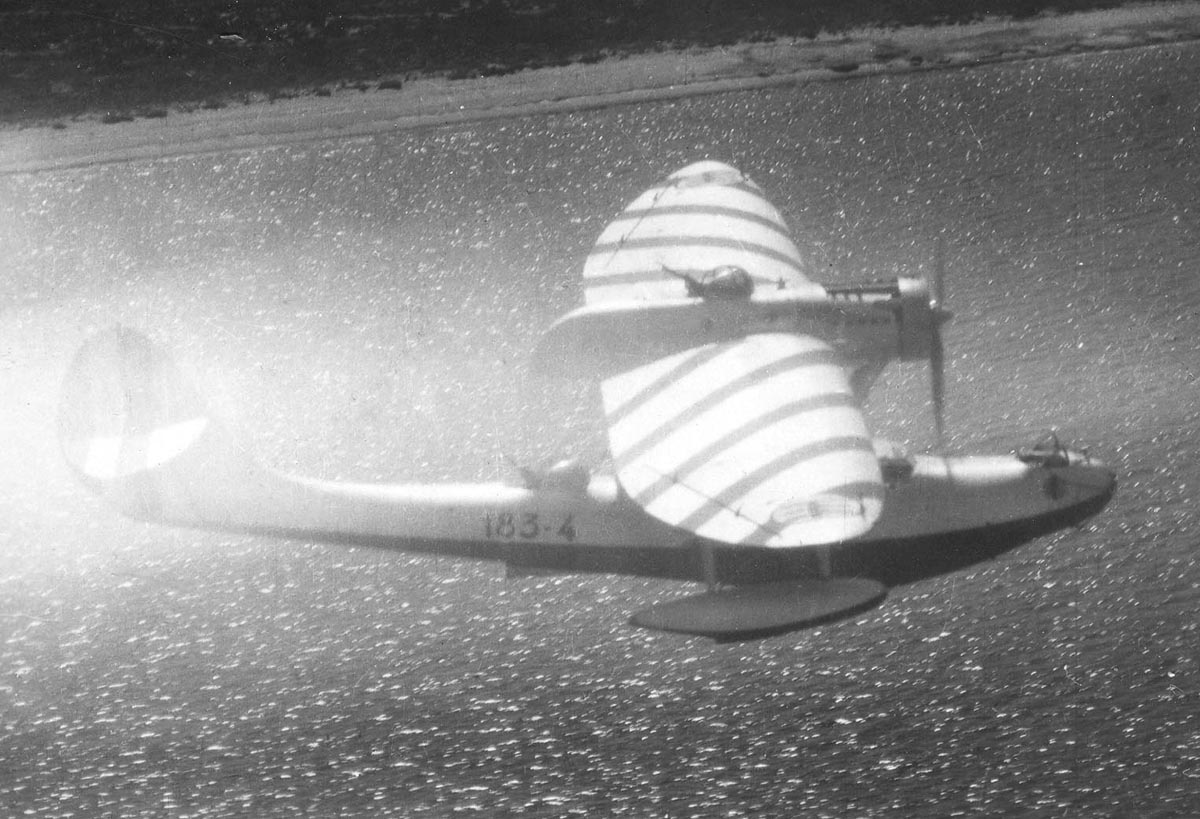
CANT Z.501 in volo.

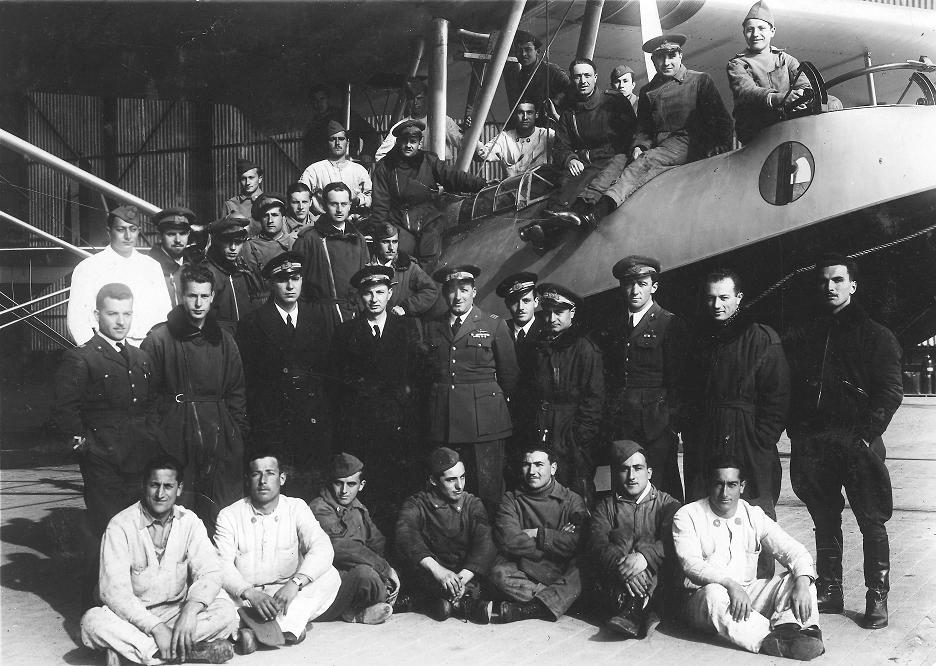
Un CANT Z.501 con schierati davanti equipaggio di volo ed equipaggio di terra; le divise più scure sono della Regia Marina che forniva gli osservatori.

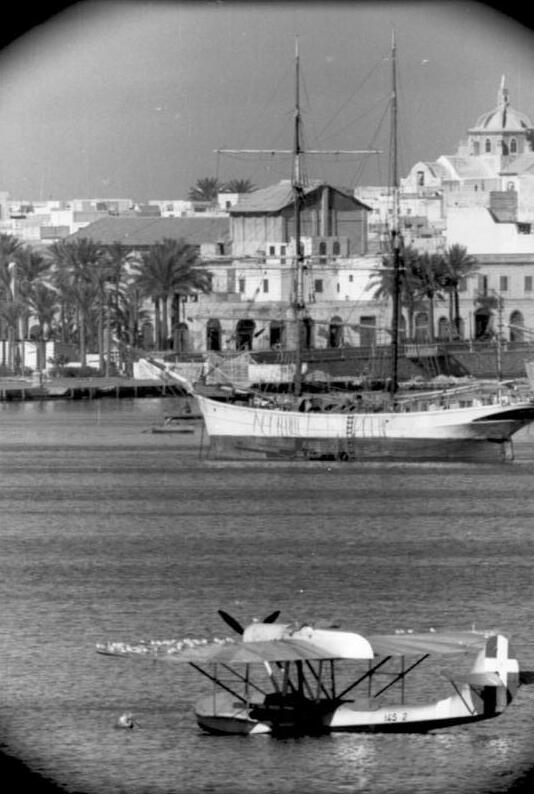
Marzo 1941: un CANT Z.501, in un porto del Nordafrica.

Venne principalmente utilizzato dalla Regia per scopi ricognitivi sul territorio nemico e usato in seguito per missioni di salvataggio in alto mare. 
Dall'estate 1936 erano disponibili nella 141ª Squadriglia di Zula.
Ormai totalmente obsoleto durante la seconda guerra mondiale, tanto da guadagnarsi dagli equipaggi il soprannome di "Mammaiuto" verrà comunque ordinato e costruito fino all'armistizio, in piccola serie, dall'Aeronautica Sicula di Palermo per mancanza di una razionale politica industriale degli armamenti.
Era in linea in 4 Sezioni e 17 Squadriglie tra cui la 141ª Squadriglia di Cadimare dell'83º Gruppo (poi 83º Centro C/SAR) ad Augusta (Sicilia), la 182ª Squadriglia di Nisida, la 183ª Squadriglia e la 188ª Squadriglia dell'Aeroporto di Cagliari-Elmas.
Il 24 settembre 1940 3 esemplari della 144ª Squadriglia Ricognizione dell'Idroscalo di Marsala Stagnone affondarono un sommergibile inglese nello stretto di Messina.
Dei 202 esemplari in dotazione all'inizio della guerra all'8 settembre 1943 ne restarono 84.
Nel 1950 un certo numero era ancora operativo.

### Primati
A distanza di soli sei mesi dal primo volo, il prototipo MM.247, immatricolato per l'occasione I-AGIL, venne giudicato idoneo a tentare la conquista del primato internazionale di distanza in linea retta per idrovolanti, allora detenuto dagli Stati Uniti d'America con 3 860 km, impresa realizzata con un bimotore Consolidated P2Y-1.
Il 18 ottobre 1934, dopo aver percorso ben 4 133 km in 26 ore e 35 minuti, con una navigazione parzialmente avversata dal maltempo, il velivolo, che aveva a bordo Stoppani, il capitano Corradino Corrado e il radiotelegrafista Amedeo Suriano, ammarava a Massaua, in Eritrea.
Era il trionfo, ma il primato rimase all'Italia solo per poco più di otto mesi: tra il 22 ed il 23 giugno 1935 i francesi, con un quadrimotore Latécoère 300 battezzato "Croix du Sud", riuscivano nell'intento di migliorare il primato precedente con un volo di 4 333 km, da Cherbourg a Liginchor (Gambia).
Vedendosi battuti i tecnici dell'azienda di Monfalcone decisero di adoperarsi per riportare il primato in Italia. Nemmeno un mese più tardi, il 16 luglio, lo stesso prototipo (la produzione in serie del Z.501 era cominciata da tempo) dotato di una nuova elica a passo variabile ed affinato nell'aerodinamica e nel rendimento del propulsore, era in condizione di ripetere il tentativo. 
Questa volta l'equipaggio era composto da Stoppani, il capitano Casimiro Babbi e Suriano. Il volo durò solo 25 ore e 10 minuti, ma furono percorsi ben 4 966 km fino a Berbera, nell'allora Somalia Britannica.

## Utilizzatori
Italia
- Regia Aeronautica

 Regno del Sud
- Aeronautica Cobelligerante Italiana

 Repubblica Sociale Italiana
- Aeronautica Nazionale Repubblicana

 Italia
- Aeronautica Militare (periodo postbellico)

 Spagna
- Ejército del Aire

 Romania
- Forțele Aeriene Regale ale României a Costanza

### Riviste
- Tullio Marcon, Il CANT Z.501 Gabbiano, in Storia Militare, Parma, Albertelli editore, novembre 1995,  pp. 10-21.